# マザーコンプレックス
マザーコンプレックスは、和製英語の俗語で、青年期以降の人が母親に対して強い愛着・執着を持つ状態を指す。マザコンはマザーコンプレックスの下位概念で男性の場合に限定して使われる。

## 用語の成立と変遷
子供の母親に関する感情の理論はジークムント・フロイトやカール・グスタフ・ユングが唱えた。だが、彼らがマザーコンプレックスという用語は使ったことはない。
マザーコンプレックスという用語は日本においてコンプレックス用語が広まった際に、フェティシズム的な意味合いをもって派生した用語であり、意味の変容と混乱を繰り返しながら現在に至った用語である。
マザーコンプレックスはエディプスコンプレックスの一種である。エディプスコンプレックスとマザーコンプレックスは混同されがちであるが、マザーコンプレックスにおいては母性が強調されるのに対し、エディプスコンプレックスでは息子の男性性の激しさを強調するという差異がある。
マザーコンプレックスの用語の初出についてははっきりとは分かっていない。だが、昭和40年代には一般的に使われるようになった。現代用語の辞典である『現代用語の基礎知識』の1973年版には「母親錯綜」としか述べられておらず、定義に関しては曖昧なものであった。また、1970年の長谷川町子の四コマ漫画には親孝行がマザコンとして扱われたことを風刺したものもある。
1992年にテレビドラマ『ずっとあなたが好きだった』（TBS系）が大ヒットした。このドラマの主人公の夫・冬彦は、世間が忌避する極度にステレオタイプ化されたマザコン男性像として脚色されていたのだが、実際にはマザコンというよりは母親依存症であった。だがマザコンに対する嫌悪感もあって一気に歪んだ認識が広まってしまったと言われる。
また、隠語としてはアダルトビデオにおける母子相姦の分類用語として用いられたり、同様に母親と息子の近親相姦を指す用語として使われることもある。

## 深層心理学における論
日本でマザーコンプレックスと呼ばれるものに近い母子関係を、深層心理学の研究者のジークムント・フロイトやカール・グスタフ・ユングがその分析を行っている。ただ、これらの論が正しいのかに関しては検証されていない。

### フロイトの説明
フロイトによると広義ではマザーコンプレックスは子供が母親との愛情に対して疑問を感じない心理状態のことを指すとされ、その意味ではほとんどの人間は本来幼児期にマザーコンプレックスになるとされる。
フロイトによると、マザーコンプレックスは実際に母親が与えた心理的な原因にあるのではなく、母親が読んでくれたメルヘンな物語からきているとされる。物語では、優しい母親が現れる一方で、ひどい母親も現れるため、その相反するイメージが強烈でいつまでも残ってしまうため、結果的に母親に執着してしまうのであるという。彼は親を中心とするファンタジーにその原因を求めたのである。

### ユングの説明
ユングの場合には、その原因は人類に共通の無意識である集合的無意識にあるとし、アーキタイプ（元型）であるグレートマザーにその原因を求めた。彼によると全て男性は女性の人格を無意識の中に秘めており、それが自らの精神であり永遠の女性の輝きを放っているという。女性性は初め母親の上に投げかけられており、近親相姦的な母子一体の世界観を作り上げている。それは心的な宇宙における子供の世界であるが、やがて母親も一人の人間であることを子供は知り、母親と対決することにより自らの心的世界に理想の女性とするアニマを作り上げるのである。この過程において、母に対して限りない英知と母なる大自然のイメージ、子としての絶対的信頼の感情があるとされ、これは肯定的なマザーコンプレックスと言われる。
マザーコンプレックスは男性に多いと一般に考えられているが、ユングの研究によると、実際には純粋な肯定的なマザーコンプレックスは女性に多いとされる。男性の場合は、母は一人の異性であるためアニマの元型が混合しており、母であり恋人のような雰囲気を拭い去れないのに対し、女性はアニムス的なものが入らない限り母と娘を繰り返し、母のような目で夫を見るため、多く干渉し支配を行おうとする。さらに一方では夫の伴侶であり、自分自身の個性が全く育たない。さらにこの状況において女性が空虚であることは、男性側に対しそこにあらゆるものが存在するという神秘のイメージを与える。
これに対し、否定的なマザーコンプレックスは男性にとっては自己去勢を伴い性的不能を招く可能性が高いとされる。だが、この場合も純粋なマザーコンプレックスは女性に多く見られるという。この場合女性は男性にとっては要求が多く、合理的であり、自然的なものを拒否する。
だが、こうしたものがある一方で、実母の権力を打ち破るために知性を養った場合は、優れた判断力を持ち性愛を超え男性を理解出来る女性もごくまれに生まれるという。こうした場合は結果的にはすばらしい人間になり、結婚生活も良好に進むことが多いという。

## 実情（男性）
マザーコンプレックスという言葉は前述の通り非常に通俗的であり、一定の意味を表しているものではない。それゆえに以下で扱われるマザコンもはっきりとした定義がない。巷間いわれるマザコンの話を取り上げていることを注記しておく。

### アメリカ合衆国
英語ではくだけた会話では「ママズボーイ」や「マミーズボーイ」などとマザーコンプレックス男性をさす表現がある。
エイブラハム・リンカーンやジョン・F・ケネディも、もし日本人であればマザーコンプレックスとみなされる可能性があるが、彼らは米国では親孝行な息子として知られる程度である。
なお、アメリカやイギリスなど英語圏においての「マザーコンプレックス」とは、母親による子供への精神的・肉体的な暴力を指す言葉として認識されており、日本のそれとは解釈が全く異なるので使用の際は注意が必要である。

### イタリア
情熱的で愛情生活に比重を置くと言われるイタリアでは伝統的に一族や家族の絆を重視する価値観が強く、成人してなおマザーコンプレックスを隠さない人（「マンモーネ」と呼ばれる）は「母親思い」で「家族を大切にしている」と肯定的に見られる傾向がある。3〜40代の実家に住み続ける比較的高所得のホワイトカラーをさすマモーニと言う言葉があるが、本人や周囲も特に問題と考えていないのが現状である。

### 韓国
儒教の影響から長男を尊重する気風が強く、韓国人男性にもマザーコンプレックスが多いと言われる。大きくなっても母にべったりの息子をさす「ママボーイ」という言葉もある。

### 中国
中国の家族は一般に絆が非常に強く、仲が良くても問題にする気配は全くない。マザーコンプレックスに近い中国語の用語としては「恋母情結」というものがあるが、この用語は、母親に似た恋人を選ぶことだとされており、フロイトの概念の用例の一部借用に留まっている。たとえ母親に依存していても、あまり良くないかもしれないとは考えられても、重要な問題だとは認識されていない。

### 日本
日本では、「母親離れしていない」「自己決断力に欠ける」息子、という図式で捉えられマイナスイメージを伴い、侮蔑用語の一つとして用いられることが多く、社会的評価が一方的に損なわれやすいレッテルの一つとなっている。日本でこういった捉え方をされる理由には、いくつかの考察がある。一つにはかねてより実母に偏重した優先順位を置く夫は、嫁姑関係でその家庭生活自体を脅かしかねないと女性（妻）側から危惧されることがある。だが、一方で母親が息子離れができずマザコン息子を生み出す要因の一つとなるという説も少なからず流布されている。父親が仕事ばかりで子育てに関与していないのが理由ではないかと言われているが、父親の不在は子供の自立にとってはマイナスというわけではなく、俗説の域を出ない。
単に母親と二人で行動することが多かったり、実家との連絡が密であるだけであっても夫や恋人をマザコンと決め付け、孤独と不安に悩む女性の相談などが、新聞等の悩み相談などで見かけられる。ファッション雑誌などで、マザコン男性を見抜く「テクニック」としてそのような事例（実家との連絡頻度のチェック、好きな芸能人のタイプから見極める、など）を挙げていることも、これに拍車をかけているとみられる。そのためマザーコンプレックスの男性はまともな恋愛が不可能であり、極端な場合は男性と認めないといった偏見が広く蔓延している。しかし『マザー&ラヴァー』のようなマザーコンプレックス男性を好意的に扱ったドラマなども放送され、かつてよりは偏見は軽減されている、という傾向もある。その一方で、「マザコンはオタクである」「理系の男性はマザコンである」といったような、新たな偏見も女性誌などで生み出されており、偏見が軽減されたのでなく、多様化したに過ぎないとも考えられる。
現代では好ましいイメージをあまり持たれないマザーコンプレックスではあるが、日本でも昔からそう思われていたわけではない。社会学的・人類学的に考察した場合に、古くのマザーコンプレックス男性は、故郷の母親などに自分自身の立身出世や成長を見せようと努力する傾向があるとされ、社会的に成功した者の多くが少なからず（心理的に）マザーコンプレックスであったとされる。豊臣秀吉など、出世したといわれる男性は、マザーコンプレックスの傾向が知られていても、親孝行な息子として周囲から尊敬される場合もあった。
日本では「一卵性母娘」といわれる、結婚しても母に家事をしてもらっているマザーコンプレックスの女性も増えている。男性は母親を気遣っただけで「マザコン」呼ばわりされるので人前で母親に愛情を示すことを躊躇するが、女性の場合は、微笑ましいこと、あるいは現代的なこととしてネガティブに報道されることは少なく、男性のようなマイナスイメージを伴わない。むしろ女性芸能人などは母親との距離の近さをアピールして好感度を高めるなどの現象が認められる。

#### 古典文学における西欧との対比
河合隼雄は、日本のマザーコンプレックスは、西欧的なそれとはかなり毛色が異なるものであると言っている。たとえば西洋に於ける「お伽話」では若者は竜を殺してお姫様を助けだし、二人は結婚するのであるが、この場合の竜は母親の象徴であり、形式的に母親を殺し、別の女性と結ばれることで男性は自立する。それに対して、日本では、たとえば『浦島太郎』は竜宮城へ行きながら、竜と対峙することなく、娘と幸せに暮らしてしまう。つまり、母親との対立を経ることなく、つながりを持ったままに成長すると言うのが河合の説である。その結果、日本男児は母親とのつながりを持ったままに結婚生活に入り、妻は夫の母親と敵対関係を持つに至る。男性は常に母親の管理下に置かれ、それを脱しがたい。それが、自分の自由に出来る対象を求める心情へと向かえばロリコンや、幼い顔で巨乳、といったアイドルへ向かうと河合は総括している。
しかし、河合のケース・スタディに当てはまらないものもある。例えば『竹取物語』では、かぐや姫への五人の求婚者の一人、大納言大伴御行（おおとものみゆき）に「竜の頭の玉」をとって来るように求め、大伴御行は船に乗って遠くの海々を廻り、大嵐に巻き込まれ、命からがら陸に戻った挙句、求婚を拒絶されている。また『八岐大蛇』（ヤマタノオロチ）の須戔鳴尊（スサノオ）は、奇稲田姫（クシナダヒメ）と結ばれるため、命がけで八岐大蛇と戦って殺し、宮殿を造って奇稲田姫と結婚している。このように民話でみても、必ずしも日本における母 - 息子の関係は調和に満ちたものばかりではなく、河合の説と矛盾する例もある。

## 創作物

### エディプスコンプレックス寄り
- サイコ (1960年の映画) - 母親の歪んだ愛情で育った息子が登場する。[4]。
- たとえば母が - 主人公がある事を契機に母親を性の対象と看做すようになる。

### 母親依存、甘え寄り
- ずっとあなたが好きだった - 母親離れ出来ない主人公が登場する[5]。
- ドラえもん - 主要キャラクターの1人であるスネ夫が極度のマザコンであり、危機的状況に陥ると毎回必ず「ママ〜！」と大声で叫ぶ[6]。
- 八神くんの家庭の事情 - 主人公の母親が非常識なほど若々しく可愛らしいため異性として意識してしまう。